# Sarabande de l'Éventail de Jeanne
Sarabande de l'Éventail de Jeanne est une œuvre pour orchestre d'Albert Roussel composée en 1927 pour le ballet collectif L'Éventail de Jeanne, écrit pour Jeanne Dubost.

## Présentation
L'Éventail de Jeanne est un ballet collectif écrit en 1927 par dix compositeurs en guise de surprise pour la mécène Jeanne Dubost. Albert Roussel compose dans ce cadre une Sarabande, datée « Varengeville, 17 avril 1927 ».
L'œuvre est créée avec le ballet intégral à titre privé dans le salon de la dédicataire Jeanne Dubost le 16 juin 1927, sous la direction de Roger Désormière, par les élèves de la classe de danse de l'Opéra de Paris avec comme principale danseuse Alice Bourgat et des costumes de Marie Laurencin. Devant le succès rencontré, le ballet est donné en public à l'Opéra de Paris (Palais Garnier), créé le 4 mars 1929 sous la direction de Joseph-Eugène Szyfer, avec la jeune danseuse Tamara Toumanova, notamment, des décors de Pierre Legrain et René Moulaert, et une chorégraphie d'Alice Bourgat et Yvonne Franck.
La durée moyenne d'exécution de la Sarabande de l'Éventail de Jeanne est de trois minutes trente environ.
La partition est à 
, « Assez lent » ( = 72).

## Instrumentation
L'instrumentation requiert :
| Instrumentation de Sarabande de l'Éventail de Jeanne                 |
| Bois                                                                 |
| 2 flûtes, 2 hautbois, 2 clarinettes en si , 2 bassons                |
| Cuivres                                                              |
| 2 cors en fa, 2 trompettes                                           |
| Percussions                                                          |
| timbales, cymbales, grosse caisse                                    |
| Cordes                                                               |
| premiers violons, seconds violons, altos, violoncelles, contrebasses |

L'œuvre existe également dans une transcription du compositeur pour piano à quatre mains ainsi que dans une réduction simplifiée pour la danse (piano à deux mains). La version pour piano à quatre mains est publiée en 1928 par Heugel, qui publie le conducteur d'orchestre en 1929.
Dans le catalogue des œuvres du compositeur établi par la musicologue Nicole Labelle, Sarabande de l'Éventail de Jeanne porte le numéro L 42.

## Discographie

### Intégrales du ballet
- L'Éventail de Jeanne, avec Les Mariés de la tour Eiffel, Philharmonia Orchestra, Geoffrey Simon (en) (dir.), Chandos, 1984.
- L'Éventail de Jeanne, avec Ma mère l'Oye (ballet), Orchestre national des Pays de la Loire, John Axelrod (dir.), Naxos 8.573354, 2016.